# Lippincott's Monthly Magazine

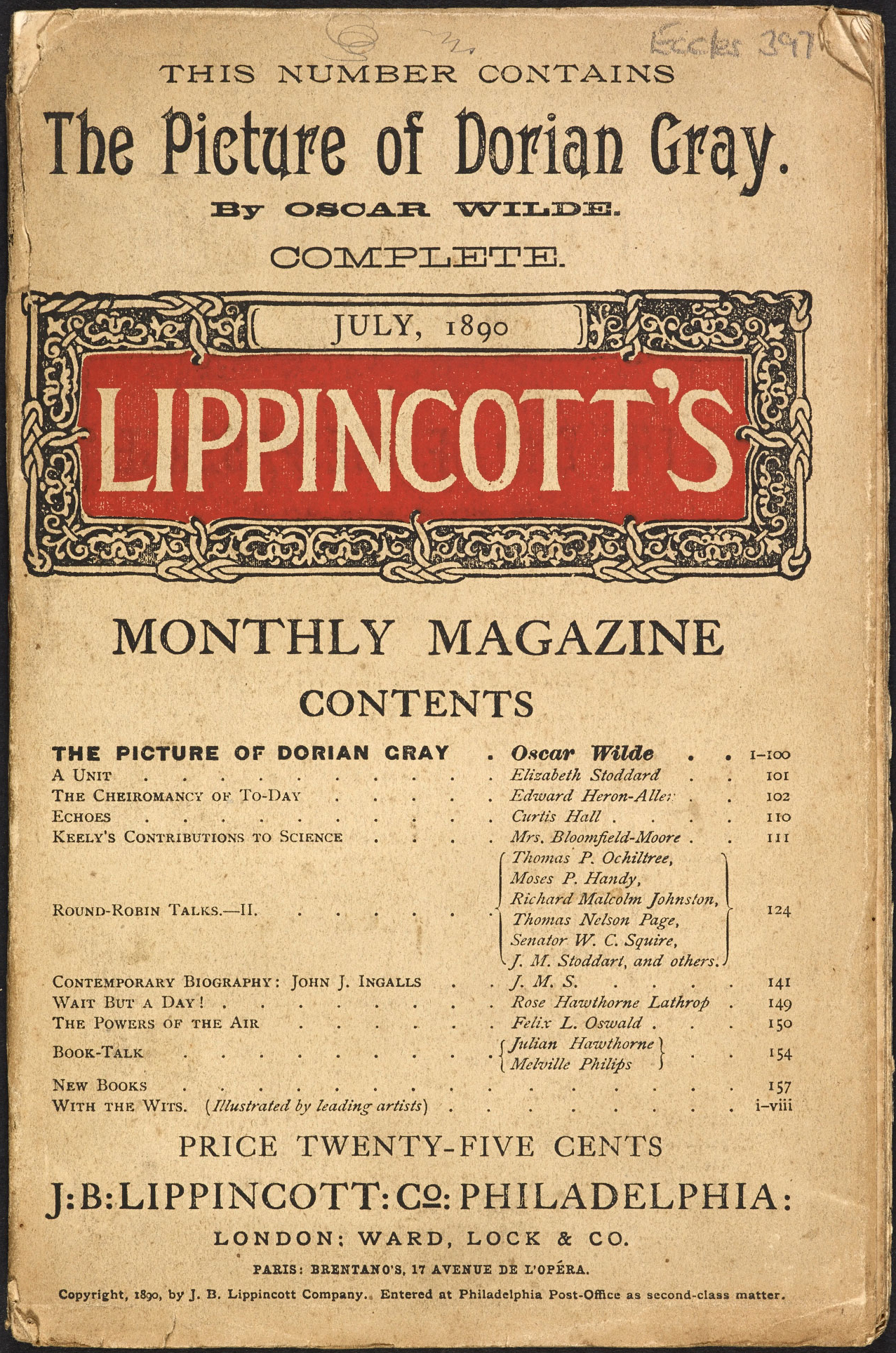
Titulní strana časopisu Lippincott's Monthly Magazine obsahujícího román Oscara Wildea Obraz Doriana Graye (1890)

Lippincott's Monthly Magazine byl literární magazín, který vycházel ve Filadelfii od roku 1868 do roku 1915.
Od svého založení do roku 1870 vycházel pod názvem Lippincott's Monthly Magazine of Literature, Science and Education, v období 1871–1885 jako Lippincott's Magazine of Popular Literature and Science a od roku 1886 pod názvem Lippincott's Monthly Magazine.
Časopis otiskoval původní povídky, romány, články a literární kritiku. Poprvé zde vyšly např. Obraz Doriana Graye od Oscara Wildea, Světlo, které zhaslo Rudyarda Kiplinga nebo Podpis čtyř A. C. Doylea.
Od roku 1915 byl vydáván v New Yorku pod názvem McBride's Magazine, který v roce následujícím splynul s časopisem Scribner's Magazine.